# Дегтярьов Олександр Вікторович
Олекса́ндр Ві́кторович Дегтярьо́в (рос. Александр Викторович Дегтярёв нар. 28 березня 1947, Чугуїв, Харківська область УРСР) — радянський футболіст, виступав на позиції воротаря. Майстер спорту СРСР (1974). Бронзовий призер чемпіонату СРСР (1974). Арбітр республіканської категорії (1985). Віце-президент федерації футболу Одеси.
Освіта вища. Закінчив Миколаївський педагогічний інститут.

## Життєпис
Народився в Чугуєві в сім'ї військовослужбовця. Ще у дитинстві з батьками переїхав до Києва, де розпочав грати в футбол у київській ДЮСШ-1 під керівництвом Михайла Корсунського та Леоніда Ідзковського. Окрім футболу захоплювався практично всіма ігровими видами спорту, а також боксом, в якому домігся певних успіхів.
Спочатку тяготів до гри в поле, але одного разу зігравши в воротах, справив враження на присутніх своїми впевненими діями на останньому рубежі й закріпився в амплуа голкіпера.
За команду київського ДЮСШ-1 виступав близько п'яти років, протягом яких також захищав кольори юнацької збірної УРСР, в складі якої став володарем всесоюзного Кубка «Юність».
У свій перший професійний клуб — чебоксарську «Енергію» потрапив за запрошенням наставника цієї команди Арсена Найдьонова, і практично відразу ж закріпився в основному складі, граючи в якому дуже скоро звернув на себе увагу футбольних фахівців, але з безлічі цікавих пропозицій вибрав тернопільський "Авангард" , бажаючи попрацювати з наставником цієї команди — в минулому легендарним воротарем Олегом Макаровим. Час спільної роботи не минув для Дегтярьова даремно: Макаров забезпечив молодому воротареві гарну воротарську школу і, особливо, чудові навички відбивати пенальті.
У 1968 році Дегтярьов опинився в житомирському «Автомобілісті», яким керував відомий фахівець Віктор Жилін, після цього відправився в миколаївський «Суднобудівник» до ще одного досвідченого наставника — Євгена Лемешка, і, урешті-решт, опинився в київському СКА, де проходив службу в рядах Збройних сил СРСР і попрацював з одним зі своїх кумирів Миколою Маношиним.
У 1973 році на запрошення Матвія Черкаського Дегтярьов потрапив в одеський «Чорноморець», в якому провів найкращі роки своєї кар'єри гравця. У перший же рік свого виступу за «моряків» він завоював малі золоті медалі першості СРСР, а через рік — «бронзу» вищої ліги СРСР і путівку в Кубок УЄФА.
У 1979 році досвідчений голкіпер був змушений покинути одеський клуб, у складі якого відіграв понад сто офіційних матчів і завершив ігрову кар'єру у чернігівській «Десні». Але свій останній матч все ж провів в Одесі: 11 червня 1981 року «моряки» втратили всіх чинних воротарів і в терміновому порядку дозаявили Дегтярьова, який вже повісив бутси на цвях. Олександру довелося відіграти всі 90 хвилин домашньої календарної зустрічі з московським «Спартаком». Одесити поступилися з рахунком 1:4.
У тому ж році Дегтярьов поповнив суддівський корпус СРСР і за короткий проміжок часу дослужився до асистента арбітра вищої ліги. У 1985 році як головний арбітр дебютував у першій лізі СРСР, отримавши республіканську категорію. У 1991 році був включений в списки суддів на присвоєння всесоюзної категорії, проте через розпад СРСР її й не отримав, хоча в багатьох джерелах це фігурує як факт, що відбувся, й помилково датується 1990-м роком.
Дегтярьов судив матчі чемпіонату України, паралельно займався розвитком футболу в Одесі, успішно виступав у чемпіонаті України за ветеранський клуб «Рішельє». Деякий час працював директором одеського міського стадіону «Спартак», а в сезоні 1995/96 років — начальником команди «Динамо-Флеш». Згодом поповнив інспекторський корпус футбольної України і був обраний віце-президентом міської федерації футболу.
У 2001 році Олександр Дегтярьов був включений до числа найкращих футболістів Одеси XX століття і символічну збірну «Чорноморця» всіх часів.

## Досягнення

### Командні
- Вища ліга чемпіонату СРСР
  -  Бронзовий призер (1): 1974

- Перша ліга чемпіонату СРСР
  -  Чемпіон (1): 1973

### Особисті
- Список найкращих футболістів СРСР (1): 1977